# Videómagnetofon

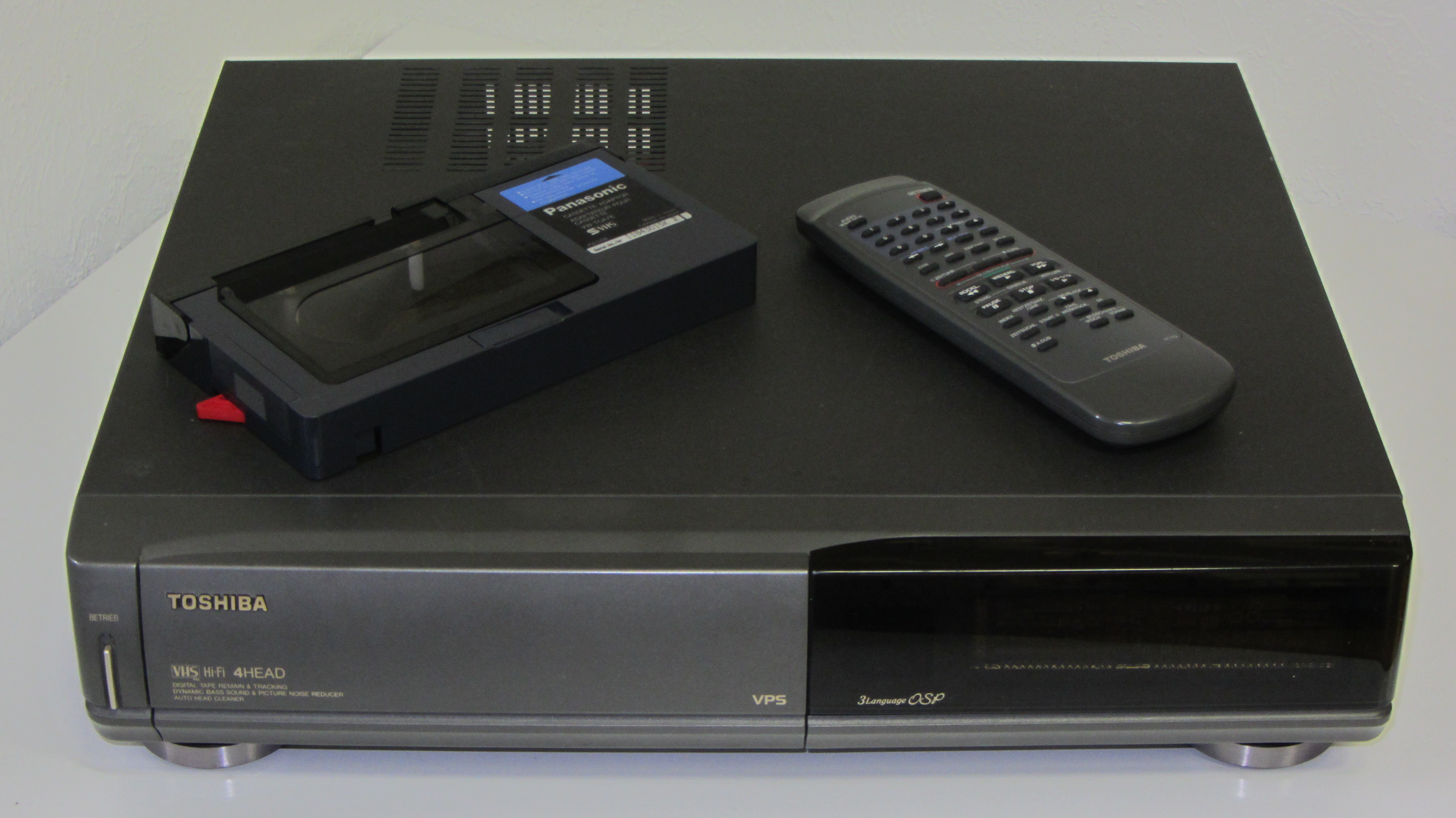
Toshiba gyártmányú VHS szabványú videómagnó

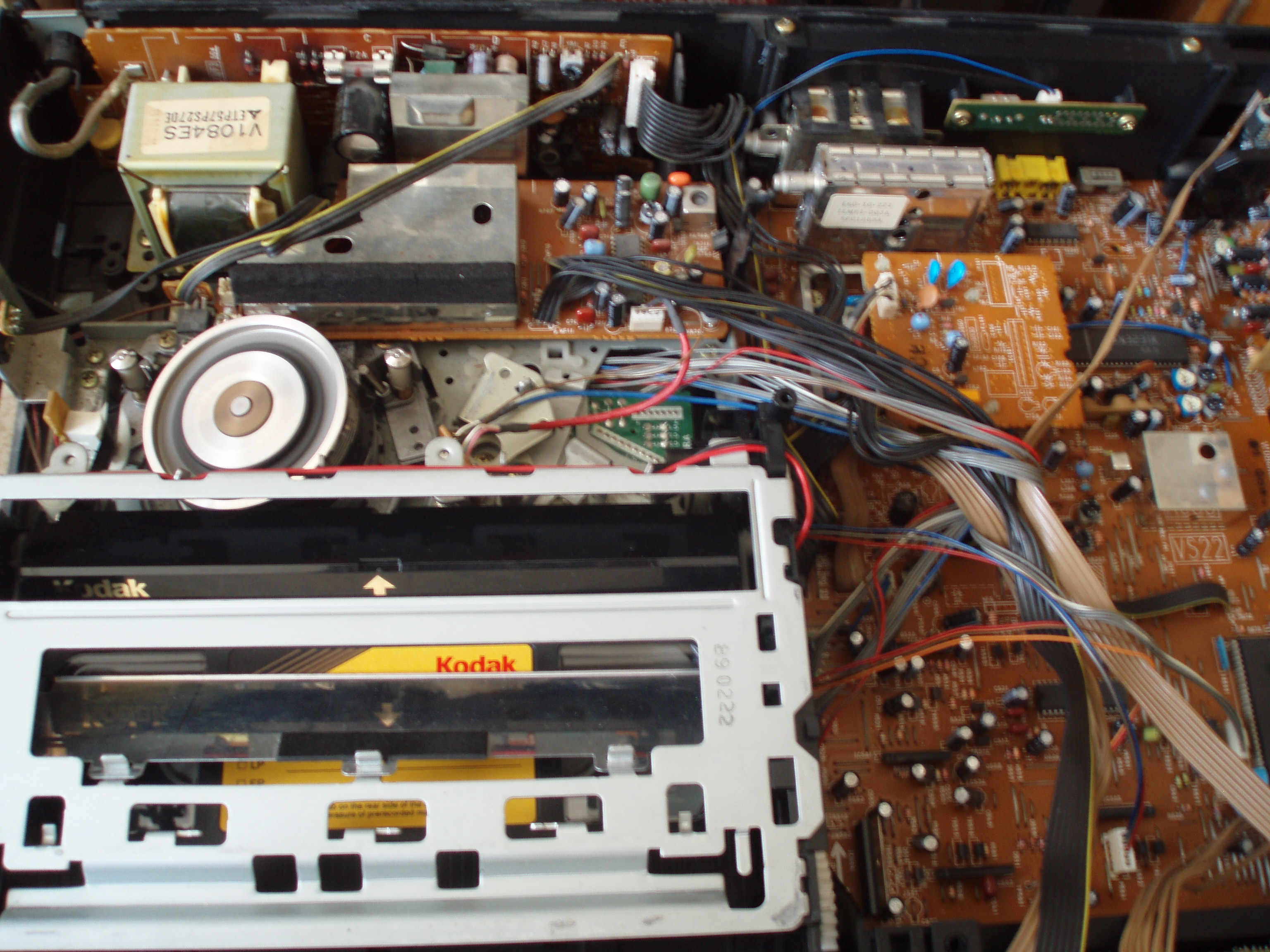
VHS-képmagnó belseje működés közben

A videómagnó vagy képmagnó olyan elektronikai berendezés, amely mozgóképet és hangot mágnesszalagra rögzít és/vagy lejátszik. Két fajtája létezik: orsós (angol rövidítéssel VTR) és kazettás (VCR).

## Története
1951-ben az amerikai Ampex cég gyártott elsőként mágnesszalagos képrögzítő berendezést. Kereskedelmi forgalomba az első kazettás képmagnók a 70-es években kerültek, a videózás ekkortól vált elérhetővé a nagyközönség számára. Eleinte többféle kazettarendszerű készülék volt forgalomban, de az 1980-as évek közepére a lakossági szórakoztatóelektronikai szegmensben a VHS szabvány vált egyeduralkodóvá. A 90-es évektől az elavult videómagnót egyre inkább kiszorították a digitálisan rögzített jelet nagy kapacitású optikai lemezen hordozó DVD-lejátszók/felvevők, azokat pedig később a Blu-Ray berendezések. Ma már az optikai lemezes lejátszás is háttérbe szorul az USB-s lejátszóegységek, set-top-boxok, internetre köthető okoseszközök, internetes TV-k térhódítása miatt. (Streaming media). A képmagnók gyártása a 2010-es évek közepén megszűnt.

## Videókazetta-rendszerek
- Betamax/Betacord
- SuperBetamax
- U-matic
- V-Cord
- Philips VCR
- VHS
- Video 2000